# داني فيرا
داني فيرا (8 أغسطس 1980 غواياكيل الإكوادور - ) هو لاعب كرة قدم إكوادوري، يلعب كمهاجم، لعب 269 مباراة وسجل 70 هدف.

## مسيرته

### مسيرته مع الأندية
- 1999 - 2008 لعب مع برشلونة جواياكويل 114 مباراة سجل خلالها 24 هدف.
- 2002 - 2002 لعب مع نادي ماكارا 25 مباراة سجل خلالها 5 أهداف.
- 2003 - 2003 لعب مع نادي إسبولي الرياضي [الإنجليزية]‏ 31 مباراة سجل خلالها 11 هدف.
- 2006 - 2006 لعب مع نادي ديبورتيفو إل ناسيونال 28 مباراة سجل خلالها 13 هدف.
- 2009 - 2009 لعب مع ليجا دي كويتو 24 مباراة سجل خلالها 5 أهداف.
- 2010 - 2010 لعب مع نادي أولميدو 22 مباراة سجل خلالها 5 أهداف.
- 2011 - 2011 لعب مع نادي مانتا لكرة القدم 13 مباراة سجل خلالها هدف.
- 2014 - 2014 لعب مع نادي باتريا 12 مباراة سجل خلالها 6 أهداف.